# Georges Roland
Georges Roland (* 1922; † 26. Oktober 1991) war ein belgischer Tischtennis-Nationalspieler und -trainer sowie ein Astronom.
Er nahm in den 1940er und 1950er Jahren an sechs Weltmeisterschaften teil. 1956 entdeckte er den Kometen C/1956 R1 (Arend-Roland).

## Werdegang
Bei den nationalen belgischen Meisterschaften holte Georges Roland insgesamt 15 Titel, 1954, 1956 und 1957 wurde er belgischer Meister im Einzel. Von 1948 bis 1959 nahm er an sechs Weltmeisterschaften teil, kam dabei jedoch nie in die Nähe von Medaillenrängen. Zudem wurde er für drei Europameisterschaften nominiert. Hier gewann er 1960 im Doppel mit Walter Dugardin Bronze.
Nach dem Ende seiner Laufbahn als Leistungssportler war er 29 Jahre lang als Nationaltrainer tätig. Zudem wirkte er als Funktionär beim Weltverband ITTF und beim europäischen Verband ETTU. Für seine Verdienste innerhalb des belgischen Tischtennisverbandes wurde Georges Roland 1991 mit dem ITTF Merit Award ausgezeichnet.
Am 8. November 1956  entdeckte er zusammen mit dem belgischen Astronomen Arend den Kometen C/1956 R1 (Arend-Roland).

## Privat
Georges Roland war mit der belgischen Tischtennis-Nationalspielerin Ghislaine Roland verheiratet, mit der er 1961 die Broschüre Le tennis de table herausgab.